# Copa América de 1989
A 34ª edição da Copa América foi disputada durante os dias de 1º e 16 de julho de 1989. Pela quarta vez, a sede do torneio foi o Brasil, que havia sediado pela última vez na edição de 1949.
Assim como nas outras edições realizadas no país, o Brasil acabou campeão da competição. A última vez havia sido em 1949, e foi a primeira conquista da seleção Brasileira desde a conquista da Copa do Mundo FIFA de 1970.
A competição contou com a participação das dez seleções da CONMEBOL.

## Estádios
A competição foi realizada em quatro cidades diferentes. As capacidades dos estádios são época em que o torneio foi realizado.
| Goiânia            | Salvador           | Recife             | Rio de Janeiro      |
| ------------------ | ------------------ | ------------------ | ------------------- |
| Serra Dourada      | Fonte Nova         | Estádio do Arruda  | Maracanã            |
| Capacidade: 60 000 | Capacidade: 80 000 | Capacidade: 80 000 | Capacidade: 140 000 |
|                    |                    |                    |                     |

## Primeira fase
Nesta parte da competição, as dez seleções participantes da competição foram divididas em dois grupos de cinco. Para a fase final, classificavam-se os dois primeiros de cada grupo. Caso duas equipes terminassem empatadas em números de pontos, eram aplicados os seguintes critérios de desempate, pela ordem:
- Maior saldo de gols.
- Maior quantidade de gols marcados.
- Confronto direto entre as seleções empatadas.

Abaixo seguem a classificação e os resultados.

### Grupo A
| Pos | Seleção   | Pts | J | V | E | D | GP | GC | SG |
| --- | --------- | --- | - | - | - | - | -- | -- | -- |
| 1   | Paraguai  | 6   | 4 | 3 | 0 | 1 | 9  | 4  | 5  |
| 2   | Brasil    | 6   | 4 | 2 | 2 | 0 | 5  | 1  | 4  |
| 3   | Colômbia  | 4   | 4 | 1 | 2 | 1 | 5  | 4  | 1  |
| 4   | Peru      | 3   | 4 | 0 | 3 | 1 | 4  | 7  | -3 |
| 5   | Venezuela | 1   | 4 | 0 | 1 | 3 | 4  | 11 | -7 |

| 1 de julho 14:00 | Paraguai                                                         | 5 – 2  | Peru                     | Estádio Fonte Nova, Salvador                    |
|                  | Cañete 38', 84' · Neffa 41' · Mendoza 51' · Del Solar 75' (g.c.) | Resumo | Hirano 30' · Reynoso 80' | Público: 5 000 Árbitro: ARG Juan Carlos Loustau |

| 1 de julho 16:00 | Brasil                                     | 3 – 1  | Venezuela     | Estádio Fonte Nova, Salvador                        |
|                  | Bebeto 2' · Geovani 36' (P) · Baltazar 57' | Resumo | Maldonado 63' | Público: 13 000 Árbitro: URU Juan Daniel Cardellino |

| 3 de julho 19:30 | Colômbia                                          | 4 – 2 | Venezuela          | Estádio Fonte Nova, Salvador                  |
|                  | Higuita 36' (P) · Iguarán 46', 75' · de Ávila 71' |       | Maldonado 73', 88' | Público: 26,000 Árbitro: HON Rodolfo Martínez |

| 3 de julho 21:30 | Brasil | 0 – 0  | Peru | Estádio Fonte Nova, Salvador              |
|                  |        | Resumo |      | Público: 38,200 Árbitro: CHI Hernán Silva |

| 5 de julho 19:30 | Peru        | 1 – 1 | Venezuela     | Estádio Fonte Nova, Salvador               |
|                  | Navarra 30' |       | Maldonado 29' | Público: 32,589 Árbitro: USA Vincent Mauro |

| 5 de julho 21:30 | Paraguai    | 1 – 0 | Colômbia | Estádio Fonte Nova, Salvador              |
|                  | Mendoza 51' |       |          | Público: 31,500 Árbitro: BOL Oscar Ortubé |

| 7 de julho 19:30 | Paraguai                      | 3 – 0  | Venezuela | Estádio Fonte Nova, Salvador                  |
|                  | Neffa 41' · Ferreira 50', 73' | Resumo |           | Público: 38 000 Árbitro: HON Rodolfo Martínez |

| 7 de julho 21:30 | Brasil | 0 – 0  | Colômbia | Estádio Fonte Nova, Salvador              |
|                  |        | Resumo |          | Público: 36 100 Árbitro: ECU Elias Jácome |

| 9 de julho 15:00 | Colômbia    | 1 – 1  | Peru       | Estádio do Arruda, Recife                        |
|                  | Iguarán 32' | Resumo | Hirano 43' | Público: 60 000 Árbitro: ARG Juan Carlos Loustau |

| 9 de julho 17:00 | Brasil          | 2 – 0  | Paraguai | Estádio do Arruda, Recife                  |
|                  | Bebeto 47', 82' | Resumo |          | Público: 76 800 Árbitro: USA Vincent Mauro |

### Grupo B
| Pos | Seleção   | Pts | J | V | E | D | GP | GC | SG |
| --- | --------- | --- | - | - | - | - | -- | -- | -- |
| 1   | Argentina | 6   | 4 | 2 | 2 | 0 | 2  | 0  | 2  |
| 2   | Uruguai   | 4   | 4 | 2 | 0 | 2 | 6  | 2  | 4  |
| 3   | Chile     | 4   | 4 | 2 | 0 | 2 | 7  | 5  | 2  |
| 4   | Equador   | 4   | 4 | 1 | 2 | 1 | 2  | 2  | 0  |
| 5   | Bolívia   | 2   | 4 | 0 | 2 | 2 | 0  | 8  | -8 |

| 2 de julho | Equador     | 1 – 0 | Uruguai | Estádio Serra Dourada, Goiânia             |
| 15:00      | Benítez 88' |       |         | Público: 19 000 Árbitro: PAR Carlos Maciel |

| 2 de julho | Argentina    | 1 – 0 | Chile | Estádio Serra Dourada, Goiânia                    |
| 17:00      | Caniggia 55' |       |       | Público: 40 000 Árbitro: BRA Arnaldo César Coelho |

| 4 de julho | Uruguai                      | 3 – 0 | Bolívia | Estádio Serra Dourada, Goiânia                   |
| 19:30      | Ostolaza 30', 60' · Sosa 33' |       |         | Público: 8 000 Árbitro: BRA Arnaldo César Coelho |

| 4 de julho | Argentina | 0 – 0 | Equador | Estádio Serra Dourada, Goiânia            |
| 21:30      |           |       |         | Público: 12 000 Árbitro: PER José Ramírez |

| 6 de julho | Equador | 0 – 0 | Bolívia | Estádio Serra Dourada, Goiânia         |
| 19:30      |         |       |         | Público: 3 000 Árbitro: COL Jesús Díaz |

| 6 de julho | Uruguai                                    | 3 – 0 | Chile | Estádio Serra Dourada, Goiânia           |
| 21:30      | Sosa 44' · Alzamendi 73' · Francescoli 78' |       |       | Público: 3 000 Árbitro: PER José Ramírez |

| 8 de julho | Chile                                                                 | 5 – 0 | Bolívia | Estádio Serra Dourada, Goiânia                   |
| 14:00      | Olmos 9' · Ramírez 10' · Astengo 55' · Pizarro 68' (pen.) · Reyes 85' |       |         | Público: 3 000 Árbitro: BRA Arnaldo César Coelho |

| 8 de julho | Argentina    | 1 – 0 | Uruguai | Estádio Serra Dourada, Goiânia          |
| 16:00      | Caniggia 69' |       |         | Público: 18 000 Árbitro: COL Jesús Díaz |

| 10 de julho | Chile                    | 2 – 1 | Equador    | Estádio Serra Dourada, Goiânia            |
| 19:30       | Olmos 44' · Letelier 88' |       | Avilés 89' | Público: 2 000 Árbitro: PAR Carlos Maciel |

| 10 de julho | Argentina | 0 – 0 | Bolívia | Estádio Serra Dourada, Goiânia               |
| 21:30       |           |       |         | Público: 5 000 Árbitro: VEN Nelson Rodríguez |

## Fase final
Na fase final, as quatro seleções classificadas foram colocadas num único grupo. Ao final de todos os jogos realizados, a seleção que terminasse na primeira colocação seria a campeã da competição.
| Pos | Seleção   | Pts | J | V | E | D | GP | GC | SG |
| --- | --------- | --- | - | - | - | - | -- | -- | -- |
| 1°  | Brasil    | 6   | 3 | 3 | 0 | 0 | 6  | 0  | 6  |
| 2°  | Uruguai   | 4   | 3 | 2 | 0 | 1 | 5  | 1  | 4  |
| 3°  | Argentina | 1   | 3 | 0 | 1 | 2 | 0  | 4  | -4 |
| 4°  | Paraguai  | 1   | 3 | 0 | 1 | 2 | 0  | 6  | -6 |

Partidas realizadas:
| 12 de julho de 1989 19:30 | Uruguai                               | 3 : 0 | Paraguai | Maracanã, Rio de Janeiro                         |
|                           | Francescoli 28' Alzamendi 82' Paz 89' |       |          | Público: 60,000 Árbitro: ARG Juan Carlos Loustau |

| 12 de julho de 1989 21:30 | Brasil                 | 2 : 0  | Argentina | Maracanã, Rio de Janeiro                             |
|                           | Bebeto 48' Romário 55' | Resumo |           | Público: 130,000 Árbitro: URU Juan Daniel Cardellino |

| 14 de julho de 1989 19:30 | Uruguai       | 2 : 0 | Argentina | Maracanã, Rio de Janeiro                          |
|                           | Sosa 38', 81' |       |           | Público: 45,000 Árbitro: BRA Arnaldo César Coelho |

| 14 de julho de 1989 21:30 | Brasil                      | 3 : 0  | Paraguai | Maracanã, Rio de Janeiro                  |
|                           | Bebeto 16', 52' Romário 58' | Resumo |          | Público: 64,500 Árbitro: ECU Elias Jácome |

| 16 de julho de 1989 15:00 | Argentina | 0 : 0 | Paraguai | Maracanã, Rio de Janeiro                |
|                           |           |       |          | Público: 90,000 Árbitro: COL Jesús Díaz |

### Partida Final
Curiosamente, apesar de ser um quadrangular, esta pode ser considerada a final, já que apenas as 2 equipes chegaram nesta rodada com condições de serem campeãs.
| 16 de julho de 1989 17:00 | Brasil      | 1 : 0         | Uruguai | Maracanã, Rio de Janeiro                        |
|                           | Romário 49' | Ficha Técnica |         | Público: 132,743 Árbitro: CHI Hernan Silva Arce |

| Brasil | Uruguai |

| G                  | 1  | Taffarel      |     |     |
| Z                  | 14 | Aldair        |     |     |
| Z                  | 3  | Mauro Galvão  |     |     |
| Z                  | 6  | Ricardo Gomes |     |     |
| MD                 | 2  | Mazinho       |     |     |
| V                  | 17 | Dunga         |     |     |
| M                  | 20 | Silas         |     | 85' |
| M                  | 9  | Valdo         |     | 86' |
| ME                 | 5  | Branco        |     |     |
| SA                 | 7  | Bebeto        |     |     |
| A                  | 11 | Romário       |     |     |
| Reservas:          |    |               |     |     |
| M                  | 15 | Alemão        | 85' |     |
| LD                 | 13 | Josimar       | 86' |     |
| Treinador:         |    |               |     |     |
| Sebastião Lazaroni |    |               |     |     |

| G             | 1  | Adolfo Zeoli          |     |     |
| LD            | 4  | José Óscar Herrera    |     |     |
| Z             | 2  | Nelson Gutiérrez      |     |     |
| Z             | 3  | Hugo de León          |     |     |
| LE            | 6  | Alfonso Domínguez     |     |     |
| V             | 15 | Santiago Ostolaza     |     | 69' |
| V             | 5  | José Perdomo          |     |     |
| M             | 10 | Rubén Paz             |     | 69' |
| M             | 9  | Enzo Francescoli      |     |     |
| A             | 7  | Antonio Alzamendi     |     |     |
| A             | 11 | Rubén Sosa            |     |     |
| Reservas:     |    |                       |     |     |
| M             | 8  | Carlos Gabriel Correa | 69' |     |
| A             | 19 | Rubén da Silva        | 69' |     |
| Treinador:    |    |                       |     |     |
| Óscar Tabárez |    |                       |     |     |

## Artilheiros
6 goals
- Bebeto

4 gols
- Carlos Maldonado
- Romário

3 gols
- Arnoldo Iguarán
- Rubén Sosa

2 gols
| - Adolfino Cañete - Alfredo Mendoza - Gustavo Neffa - Buenaventura Ferreira | - Claudio Caniggia - Jorge Hirano - Juvenal Olmos - Enzo Francescoli - Antonio Alzamendi |

1 gol
| - Francesco Manassero - Geovani Silva - Baltazar - Hermen Benítez - Julio Rosero - René Higuita | - Antony de Ávila - Rubén Paz - Jaime Ramírez - Fernando Astengo | - Jaime Pizarro - Óscar Reyes - Juan Carlos Letelier |

Contra
- José del Solar

## Assistências
5 Assistências
- Mazinho

3 Assistências
- Rubén Sosa

2 Assistências
- Adolfino Cañete
- Antonio Alzamendi
- Paulo Silas

1 Assistência
| - Francesco Manassero - César Zabala - Gustavo Neffa - Branco - Ricardo Gomes | - Romário - Bebeto - Raúl Avilés - Sergio Angulo - Wilson Pérez | - Bernardo Redín - Pedro Acosta - Ildemaro Fernández - Andrés Escobar - Diego Maradona - Juvenal Olmos - Héctor Puebla - Alfonso Domínguez |

## Premiação
| Copa América 1989          |
| -------------------------- |
| BRASIL Campeão (4º título) |

## Classificação final
- 1º -  Brasil
- 2º -  Uruguai
- 3º -  Argentina
- 4º -  Paraguai
- 5º -  Chile
- 6º -  Colômbia
- 7º -  Equador
- 8º -  Peru
- 9º -  Bolívia
- 10º - Venezuela